# Nogometna žoga
Nogométna žóga je žoga, napihnjena z zrakom, ki se uporablja za igranje enega izmed športov, nogometa. V tej igri se gol doseže le, ko žoga doseže t.i. vratnice (dve vzporedni prečki in ena na vrhu, vmes je mreža). Nogometna igra vključuje dve ekipi, ki poskušata žogo premakniti v nasprotno smer po igrišču.
Prve žoge so bile narejene iz naravnih materialov, na primer: napihnjenega prašičjega mehurja, kasneje vstavljenega v usnjen pokrov, kar je povzročilo ameriški slengovski izraz »svinjska koža«. Sodobne žoge oblikujejo ekipe inženirjev po natančnih zahtevah, z gumijastimi ali plastičnimi mehurji in pogosto s plastičnimi pokrovi. Različne lige in športi uporabljajo različne žoge, čeprav imajo vse eno od naslednjih osnovnih oblik:
- krogla: uporablja se v asociacijskem nogometu in galskem nogometu

- iztegnjeni sferoid (zaobljeni konci): uporablja se v rugby kodah in avstralskem nogometu

- žoga v obliki limone (z bolj koničastimi konci): uporablja se v ragbiju.

Natančna oblika in konstrukcija nogometnih žog je običajno določena kot del pravil in predpisov.
Najstarejša žoga, ki še obstaja in naj bi bila narejen okoli leta 1550, je bila odkrit na strehi gradu Stirling na Škotskem, leta 1981. Žoga je narejena iz usnja (po možnosti iz jelenovega) in prašičjega mehurja. Ima premer med 14 in 16 cm, tehta 125g in je trenutno na ogledu v Umetniški galeriji in Muzeju Smith v Stirlingu.

## Način izdelave
Nogometna žoga je sestavljena iz dveh glavnih elementov. Prvi od teh je notranji mehur, drugi pa zunanji pokrov. Včasih je celotna nogometna žoga narejena pod eno streho.
Velikokrat so mehurji izdelani, prevleka je izrezana in vtisnjena z logotipi v osrednji tovarni, šivanje pa se ročno izvaja drugje. Prekrivalo za kroglice je sestavljeno iz 32 šesterokotnih plošč, ročno šivanje le-teh pa je mučno in zahtevno. Več kot 80% vseh nogometnih žog je izdelanih v Pakistanu.

### Podloga prevlečnega materiala
- Listi iz umetnega usnja so za večjo trdnost podloženi z več plastmi blaga. Listi se podajajo skozi stiskalnico, ki nanese lateksno lepilo in pritrdi krpo. Material za cenejšo kroglo bo dobil dvoslojno podlago. Na trpežnejšo, dražjo kroglo bodo pritrjene štiri plasti blaga.

### Rezanje plošč
- Ko se lepilo popolnoma posuši, se listi iz umetnega usnja prenesejo v stroj za rezanje. Delavci krpo naložijo v rezalnik matrice, ki reže šesterokotne plošče in prav tako prebira luknje šiva.

### Tiskanje plošč
- Nekatere rezane plošče se nato odpeljejo na presejalno območje. Delavci plošče silikonsko zastirajo in jih natisnejo z logotipom proizvajalca. To naredijo s posebno hitro sušečo barvo.

### Izdelava mehurja
- Mehur je lahko iz naravne ali sintetične gume. Surovino nežno segrejemo in potisnemo v kalup, kjer tvori balon. Ko se material ohladi, se naguba. Nato delavci odstranijo mehurje in jih delno napihnejo, da se gladijo.

### Šivanje in končna montaža
- Zdaj so kroglice pripravljene za sestavljanje. 32 plošč in mehur sta pakirana v komplet za šivanje. Šiv uporablja vzorec, ki ga vodi pri sestavljanju plošč v pravilnem vrstnem redu. Šivalec ročno šiva plošče.
- Ko je ovitek zašit, šivalec vstavi mehur in zašije končne šive. Žoga je popolna. Da bi zagotovil, da med šivanjem mehur ni preboden z iglo, delavec napihne žogo. Na tej točki je lahko tudi tehtanje in merjenje žoge. Nato se končana krogla ponovno izprazni in zapakira za pošiljanje.

## Nadzor kakovosti
Nogometno žogo pregledujejo na številnih točkah sestave. Mehurje preverimo, ko jih odstranimo iz kalupov. Prevlečni material se preveri, ko je obložen s podlago. Druga pomembna kontrolna točka kakovosti je sitotisk. Natisnjene plošče se vizualno pregledajo in morebitne okvarjene odstranijo. Ko je žogica sešita skupaj, jo inšpektor previdno pogleda, da se prepriča, da ni nobenega šiva. Mehur se napihne in žoga se stehta in izmeri, preden se žoga prenese na območje pošiljanja.

## Prihodnost
Nogomet je najbolj priljubljen šport na svetu, proizvajalci žog pa se potegujejo za ustvarjanje novih senzacij v nogometni opremi. Vendar obliko, velikost in težo žoge določajo mednarodna pravila, v tradicionalnem športu pa ni preveč prostora za inovacije. Proizvajalci preizkušajo novo sintetiko, na primer butil za notranji mehur. Cilj prevleke je ustvariti mehkejšo in prožnejšo kroglo. Medtem ko sta poliuretan in polivinilklorid sintetična usnja po izbiri, proizvajalci preiskujejo nove materiale ali nove načine obdelave teh materialov, da bi našli boljšo žogo.
Upajmo, da bo v samem proizvodnem procesu največja sprememba izkoreninjenje nepoštenih delovnih razmer. Javni protest sredi devetdesetih let je proizvajalce prisilil, da so se lotili vprašanja dela otrok in zapornikov. Ameriški potrošniki so bili zmedeni leta 1994, ko je bilo v javnosti objavljeno, da so delavci, ki živijo v grozljivih razmerah revščine in zasužnjevanja, šivali večino nogometnih žog. Več kot 80% vseh nogometnih žog je izdelanih v Pakistanu, kjer so šivanje rutinsko oddajali v oddaljene vasi, kjer so delo opravljali otroci. Sredi devetdesetih let je bilo tudi razkrito, da so nekateri zaporniki, izdelani na Kitajskem, šivali zapornike. Ugledni proizvajalci nogometnih žog so se ob množici negativne reklame zavezali, da bodo svojo proizvodnjo centralizirali pod eno streho in ne bodo sklepali pogodb z zunanjimi šivi. Številni največji proizvajalci so ustanovili oddelke za človekove pravice, da bi zagotovili, da otrok ali zaporniki ne bi sestavili njihovih žog. Nekateri športniki niso hoteli podpirati nogometnih izdelkov, razen če so imeli jamstvo, da so žoge izdelovali pod humanimi pogoji. Zaradi velike ozaveščenosti potrošnikov o problemu otroškega dela je izdelovalcem žog v najboljšem interesu spremljanje delovnih razmer v njihovih tujih obratih. Nekateri proizvajalci vlagajo v tehnologijo, ki bo popolnoma odpravila šivanje rok. Konec devetdesetih let so avtomatski šivalni stroji lahko proizvajali nizkokakovostne kroglice, primerne za nepoklicno igro. Proizvajalci upajo, da bodo izboljšali tehnologijo šivanja, tako da bodo lahko v prihodnosti strojno izdelovali vse vrste kroglic.